# Taurillon (oiseau)
Pour les articles homonymes, voir Taurillon (homonymie).
Taxons concernés
Les deux genres de la famille des Tyrannidae suivants :
- Anairetes
- Uromyiasmodifier

L'appellation taurillon désigne huit espèces d'oiseaux de la famille des Tyrannidae qui forment les genres Anairetes et Uromyias.

## Espèces concernées
- Taurillon agile — Uromyias agilis
- Taurillon à bec jaune — Anairetes flavirostris
- Taurillon à cimier noir — Anairetes nigrocristatus
- Taurillon gris — Anairetes alpinus
- Taurillon de Juan Fernandez — Anairetes fernandezianus
- Taurillon mésange — Anairetes parulus
- Taurillon roitelet — Anairetes reguloides
- Taurillon uni — Uromyias agraphia